# 斜率场

斜率场是一个数量函数{\displaystyle y(x)}的一阶微分方程，可以在二维空间中被解畫，而可能的解可以在斜率场中以實線被繪畫出來。由于各种原因，有時求微分方程的解或將會被定義為不可行，然而方程的解仍可在切线被画在网格上，而切线在网格处与函数相切。